# Camila (Horacios)

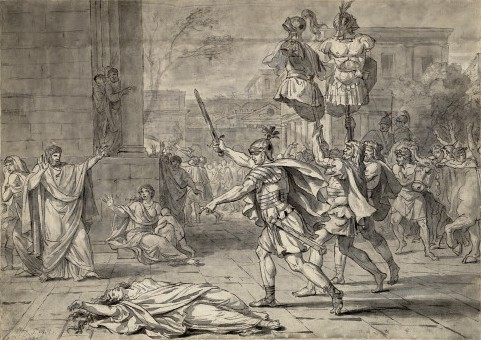
Dibujo realizado por Jacques-Louis David, representando el episodio de la muerte por Horacio de su hermana Camila, no realizado en pintura.

Camila era una joven romana, muerta en 667 a. C. Era hermana de los tres Horacios y prometida de uno de los tres Curiacios, enemigos encarnizados de aquellos.
En el combate singular que se trabó entre unos y otros quedó con vida uno de los Horacios y al regresar a Roma cargado con los despojos de los Curiacios, Camila prorrumpió en llanto increpándole duramente por haber dado muerte a su prometido. Horacio, indignado, le dio muerte diciendo: "¡Ve a reunirte con él, puesto que te hace olvidar a tus hermanos muertos, al vivo y a la patria!" Condenado a muerte por este delito, cuando ya se iba a cumplir la sentencia su padre hizo un llamamiento al pueblo recordándole los servicios que había prestado a la patria, siéndole entonces perdonada la vida, si bien tuvo que pagar una fuerte indemnización y se le obligó a construir una columna expiatoria frente a su casa, para que cada vez que saliese o entrase en ella recordara el crimen. Otra versión dice que se le castigó haciéndole pasar bajo el yugo tigillum sororium.